# Ministrowie środowiska Danii

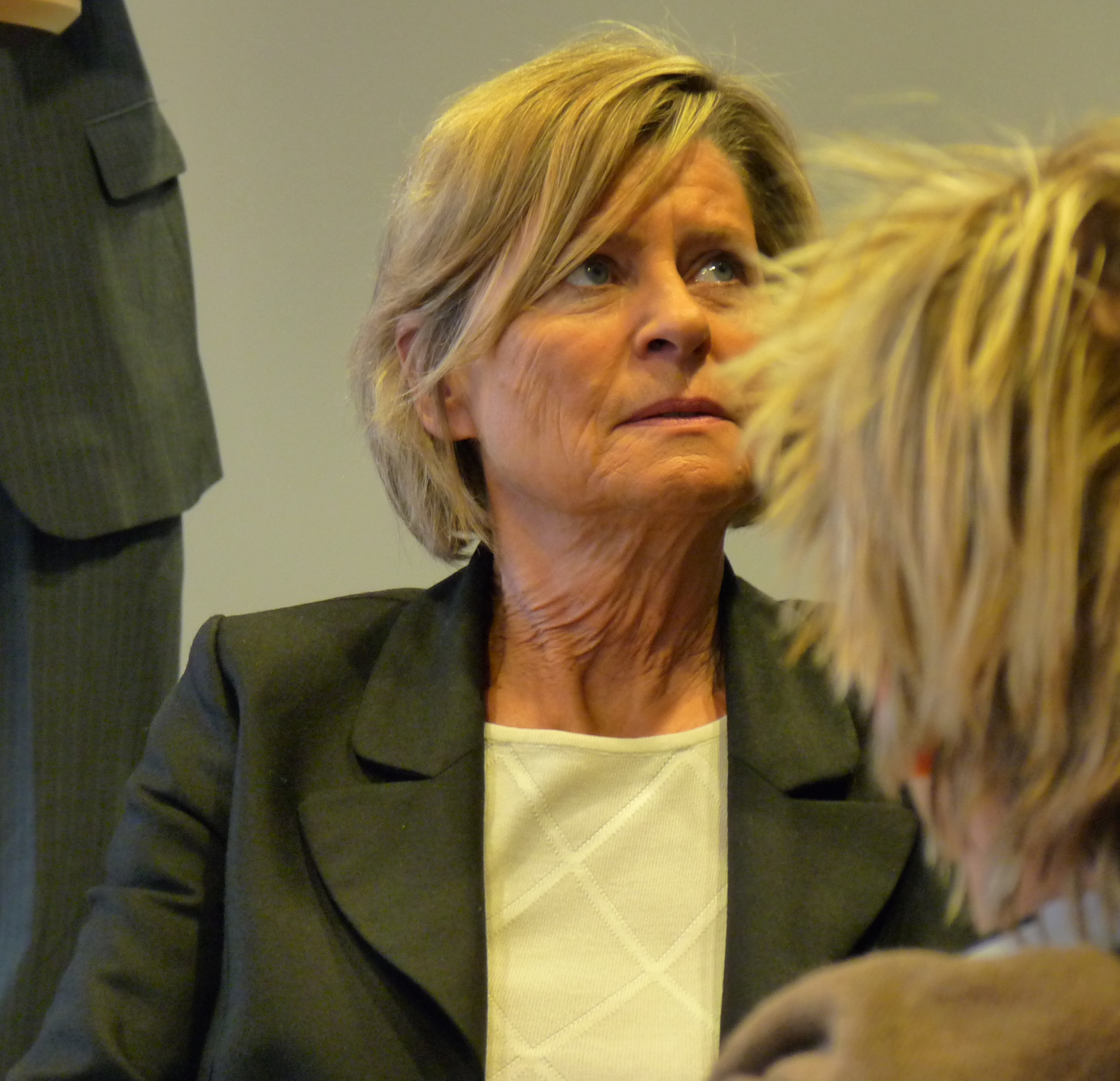
Lone Dybkjær

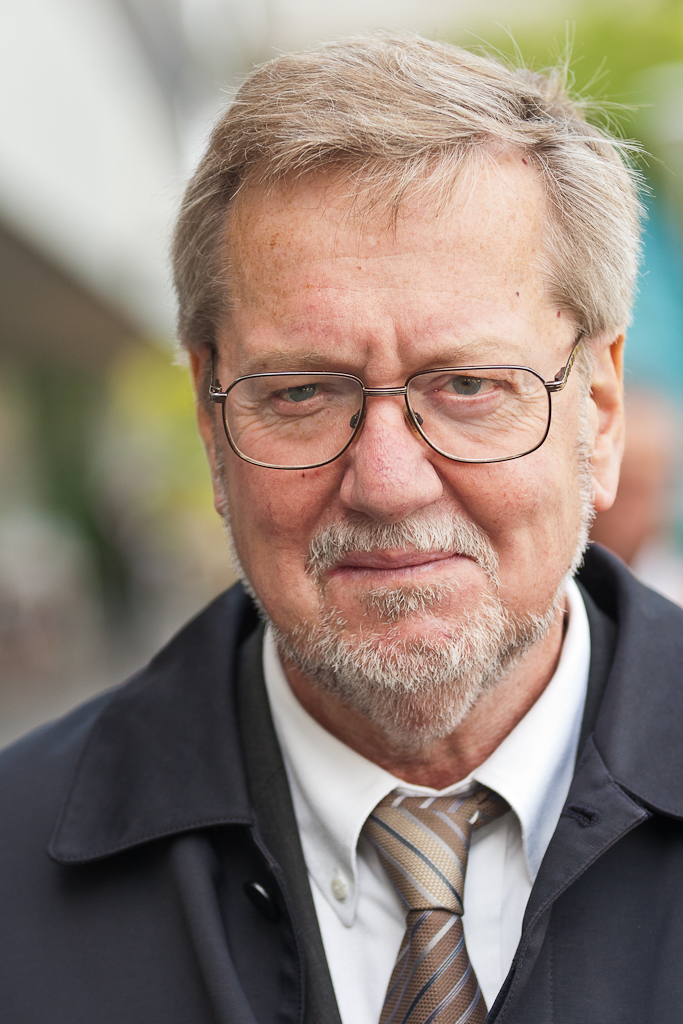
Per Stig Møller

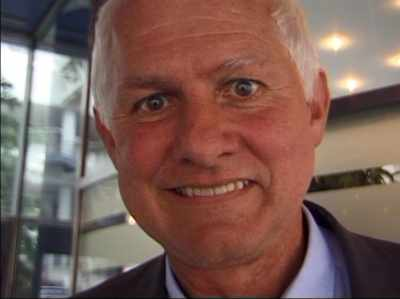
Svend Auken

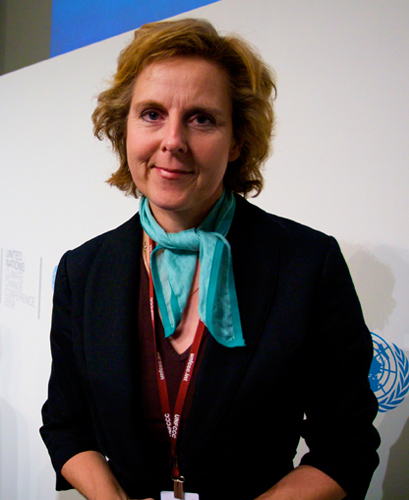
Connie Hedegaard

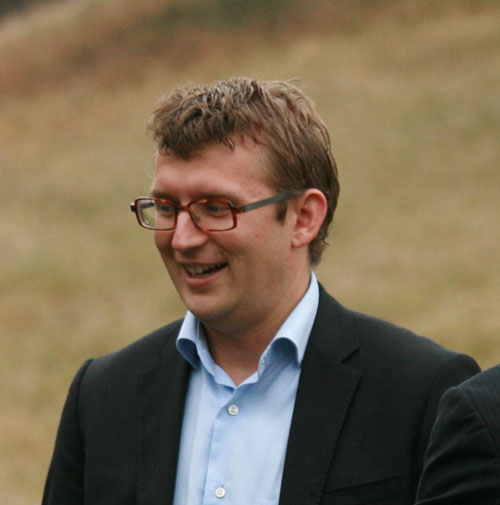
Troels Lund Poulsen

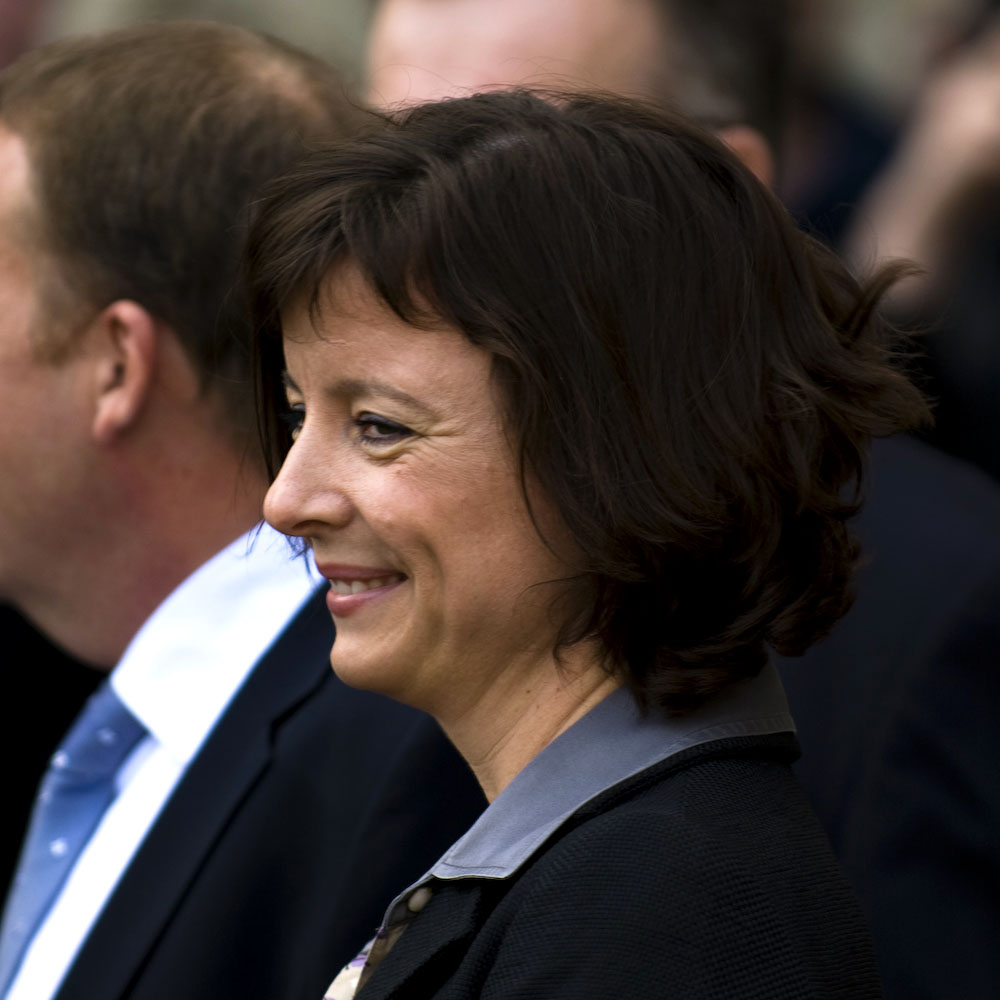
Karen Ellemann

Ida Auken

## Lista duńskich ministrów środowiska (od1971)
| Od                  | Do                  | Minister środowiska                              | Ur.-Zm.   |
| ------------------- | ------------------- | ------------------------------------------------ | --------- |
| 11 X 1971           | 27 września 1973    | Jens Kampmann (Socialdemokraterne)               | 1937      |
| 27 września 1973    | 19 grudnia 1973     | Helge Nielsen (Socialdemokraterne)               | 1918-1991 |
| 19 grudnia 1973     | 13 lutego 1975      | Holger Hansen (Venstre)                          | 1929      |
| 13 lutego 1975      | 26 stycznia 1977    | Helge Nielsen (Socialdemokraterne)               | 1918-1991 |
| 26 stycznia 1977    | 26 lutego 1977      | Svend Jakobsen (Socialdemokraterne)              | 1935      |
| 26 lutego 1977      | 30 sierpnia 1978    | Niels Matthiasen (Socialdemokraterne)            | 1924-1980 |
| 30 sierpnia 1978    | 28 lutego 1980      | Ivar Nørgaard (Socialdemokraterne)               | 1922      |
| 28 lutego 1980      | 10 września 1982    | Erik Holst (Socialdemokraterne)                  | 1922      |
| 10 września 1982    | 3 czerwca 1988      | Christian Christensen (Chrześcijańscy Demokraci) | 1925-1988 |
| 3 czerwca 1988      | 18 grudnia 1990     | Lone Dybkjær (Det Radikale Venstre)              | 1940      |
| 18 grudnia 1990     | 25 stycznia 1993    | Per Stig Møller (Konserwatywna Partia Ludowa)    | 1942      |
| 25 stycznia 1993    | 27 listopada 2001   | Svend Auken (Socialdemokraterne)                 | 1943-2009 |
| 27 listopada 2001   | 2 sierpnia 2004     | Hans Christian Schmidt (Venstre)                 | 1953      |
| 2 sierpnia 2004     | 23 listopada 2007   | Connie Hedegaard (Konserwatywna Partia Ludowa)   | 1960      |
| 23 listopada2007    | 23 lutego 2010      | Troels Lund Poulsen (Venstre)                    | 1976      |
| 23 lutego 2010      | 3 października 2011 | Karen Ellemann (Venstre)                         | 1969      |
| 3 października 2011 | sprawuje urząd      | Ida Auken (Socjalistyczna Partia Ludowa)         | 1978      |